# 청산면 (옥천군)
청산면은 대한민국 충청북도 옥천군에 있는 면이다. 한국방송공사의 드라마 제빵왕 김탁구의 촬영지로 유명하다.

## 연혁
| Daedongyeojido (Gyujanggak) 15-03.jpg |
| Daedongyeojido (Gyujanggak) 16-03.jpg |

## 행정 구역
- 교평리(校平里)
- 대덕리(大德里)
- 대성리(大城里)
- 만월리(萬月里)
- 명티리(明峙里)
- 백운리(白雲里)
- 법화리(法禾里)
- 삼방리(三方里)
- 신매리(新梅里)
- 예곡리(禮谷里)
- 의지리(義旨里)
- 인정리(仁政里)
- 장위리(長位里)
- 지전리(芝田里)
- 판수리(板藪里)
- 하서리(下西里)
- 한곡리(閑谷里)
- 효목리(孝木里)

## 교육
- 청산고등학교
- 청산중학교
- 청산초등학교

## 특산물
- 인삼
- 곶감
- 고추